# Geier Sturzflug
Geier Sturzflug est un groupe de Neue Deutsche Welle allemand, originaire de Bochum.

## Histoire
Le groupe est fondé en 1979 par Friedel Geratsch. Selon lui, le nom du groupe n'a rien à voir avec celui d'Elster Silberflug, avec lequel on le confond souvent.
En 1982, sort la chanson Bruttosozialprodukt. Au départ, il s'agit d'une chanson écrite en 1977 pour l'ancien groupe de Geratsch. Il devient numéro un des ventes en Allemagne, en Autriche et en Suisse. En France, sort une reprise littérale la même année : PNB par Nanard. Sortent ensuite Besuchen Sie Europa (1983), Pure Lust am Leben (1984) et Einsamkeit (1984). Le groupe se dissout en 1986,.
Il se reforme dix ans plus tard et fait des tournées dans les pays germanophones avec d'anciennes et de nouvelles chansons. En 2004, une nouvelle version de Pure Lust am Leben sert de générique à l'adaptation allemande de I'm a Celebrity... Get Me Out of Here!.

## Discographie

### Albums studio
- 1981 : Runtergekommen
- 1983 : Heiße Zeiten
- 1984 : 3x täglich
- 1993 : Das Beste von Geier Sturzflug (best of)
- 1999 : Die Geier fliegen tief
- 2001 : Lust am Leben (best of)
- 2006 : Mahlzeit
- 2009 : Hör auf zu weinen
- 2012 : Wildwechsel
- 2013 : Brutto für Netto

### Singles
- 1983 : Bruttosozialprodukt
- 1983 : Besuchen Sie Europa (solange es noch steht)
- 1984 : Pure Lust am Leben
- 1984 : Einsamkeit
- 1985 : Alle Amis singen olala
- 1998 : Hitrevue
- 1999 : Kuck ma hier, kuck ma da
- 1999 : Ab morgen wird gespart
- 2000 : Die Pure Lust am Leben 2000
- 2001 : (Jetzt kommen) die fetten Jahre
- 2002 : Für die Liebe für das Leben
- 2004 : Arbeitslos
- 2005 : Schwarzarbeit
- 2006 : Wir müssen lernen faul zu sein
- 2006 : Geschüttelt nicht gerührt
- 2007 : Das spanische Zimmer
- 2007 : Klempner beim Reaktor
- 2009 : Mein kleines Herz
- 2009 : Die Zeit unseres Lebens
- 2010 : Heute Nacht hab ich geträumt
- 2010 : Brigitte, bitte! (die Zigarette)
- 2010 : Heiss wie die Sonne
- 2010 : Ab heute nur noch Dein Ex
- 2010 : Oh Josephine
- 2011 : Am Hafen
- 2011 : Pure Lust am Leben 2011, nouvelle version avec Oliver deVille
- 2011 : Schmerz vergeht
- 2011 : Was für eine Nacht
- 2011 : Käpt'n Blue Eye
- 2011 : So schön kann Weihnachten sein
- 2012 : (Mein letzter) 100 Euro Schein
- 2012 : Wie viele Sterne
- 2012 : Zuhause bin ich bei dir
- 2013 : Rettungsschirm
- 2013 : Der Tag fängt gut an
- 2013 : I go nuts my Schatz (Ich Krichs im Kopp)
- 2013 : Bruttosozialprodukt unplugged 2013